# Puente del Arzobispo (puente)
El puente del Arzobispo es un puente sobre el río Tajo, entre las provincias de Toledo y Cáceres. Da nombre a la localidad de El Puente del Arzobispo.

## Descripción

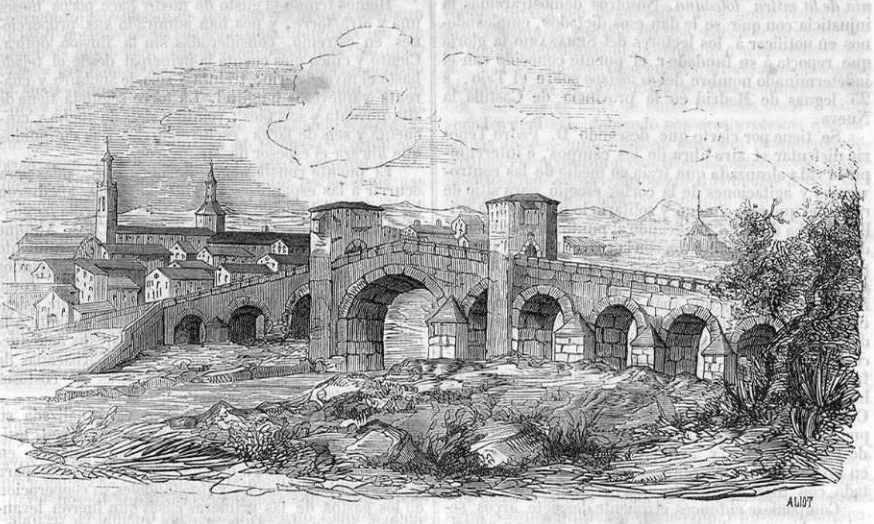
Vista del puente en el Semanario Pintoresco Español (1847)

El puente cruza el río Tajo, en el interior de la península ibérica. Se encuentra situado al sur de la localidad toledana de El Puente del Arzobispo, si bien la margen izquierda del río pertenece al término municipal cacereño de Villar del Pedroso.
De origen medieval y con un total de once ojos, fue construido entre 1383 y 1388 por orden del arzobispo de Toledo Pedro Tenorio y a cargo de las obras habría quedado Rodrigo Alfonso.